# Kenneth Gustavsson (arkeolog)
För andra betydelser, se Kenneth Gustafsson.
Kenneth Volter Erland Gustavsson, född den 31 augusti 1954 på Kökar, åländsk arkeolog, fil.dr. 1998. 
Kenneth Gustavsson var antikvarie vid Ålands landskapsstyrelses museibyrå och utsågs 2000 till landskapsantikvarie. Doktorsavhandlingen om keramik från bronsåldersbyn Otterböle på Kökar ger en ny bild av forntida kulturkontakter i Östersjöregionen, där influenser från Polen är tydliga i de åländska fynden. Gustavsson har också forskat kring det medeltida franciskanerklostret på Kökar och publicerat grundläggande undersökningar av den militära närvaron på Åland under första och andra världskriget. 
Kenneth Gustavsson är korresponderande ledamot i Kungliga Örlogsmannasällskapet sedan 2013.